# San José Pastorías
San José Pastorías är en ort i Mexiko.   Den ligger i kommunen Actopan och delstaten Veracruz, i den sydöstra delen av landet, 270 km öster om huvudstaden Mexico City. San José Pastorías ligger 257 meter över havet och antalet invånare är 620.
Terrängen runt San José Pastorías är kuperad. Runt San José Pastorías är det ganska tätbefolkat, med 62 invånare per kvadratkilometer. Närmaste större samhälle är Actopan, 8,2 km sydväst om San José Pastorías. Trakten runt San José Pastorías består till största delen av jordbruksmark.